# Vängsäloret
Vängsäloret är en sjö i Härjedalens kommun i Härjedalen och ingår i Ljusnans huvudavrinningsområde. Vängsäloret ligger i Rogen Natura 2000-område.